# Мирослав Пејић
Мирослав Пејић (Дервента, 16. фебруар 1986) хрватски је фудбалер који тренутно наступа за фудбалски клуб Брежице 1919.